# Sarāb-e Sar Fīrūzābād
Sarāb-e Sar Fīrūzābād (persiska: سراب سر فیروز آباد, Sarāb) är en ort i Iran.   Den ligger i provinsen Kermanshah, i den västra delen av landet, 400 km väster om huvudstaden Teheran. Sarāb-e Sar Fīrūzābād ligger 1 639 meter över havet och antalet invånare är 941.
Terrängen runt Sarāb-e Sar Fīrūzābād är varierad.Runt Sarāb-e Sar Fīrūzābād är det ganska tätbefolkat, med 75 invånare per kvadratkilometer. Sarāb-e Sar Fīrūzābād är det största samhället i trakten. Omgivningarna runt Sarāb-e Sar Fīrūzābād är i huvudsak ett öppet busklandskap.